# Daniil Kozlov
Daniil Kozlov (Bielorruso: Данііл Казлоў) (Zhabinka, 7 de abril de 1997) es un cantante bielorruso.

## Vida
Kozlov es el más joven de seis hermanos. Él estudió violín en la Escuela de Arte Zhabinka. Ha participado en varios concursos de canto. En 2009 ganó "Jóvenes Talentos de Belarús", el "Gran Premio Golden Bee" y el "Fondo Especial del Presidente de la República de Belarús para el apoyo de la Juventud Talentosa". En 2010 ganó "Ritmos de la Juventud" en Brest, con la canción Un pájaro en una jaula. 
En 2010 representó a Bielorrusia en el Festival de Eurovisión Junior 2010, celebrado en la capital de su país Minsk. La canción con la que participó fue "muzyki svet", acerca de su amor por la música clásica y Beethoven. Kozlov terminó en 5ª posición.